# Digidesign TDM Technologie
Digidesign TDM ist eine proprietäre Technik des Unternehmens Digidesign, die bei der Datenübertragung zwischen den von Digidesign hergestellten Pro-Tools-Soundkarten, den darauf befindlichen digitalen Signalprozessoren (DSP) und der Computer-Architektur (CPU und Bus) zum Einsatz kommt. Die Technologie basiert auf einer einzelnen 24-Bit-High-Speed-Datenverbindung (24-Bit-Bus-Architektur). Die simultane Übertragung der verschiedenen Signale auf dem TDM-Bus wird mit einem Zeitmultiplexverfahren realisiert, wodurch sich auch der Name TDM (Abkürzung für Time Division Multiplex, engl. für Zeitmultiplex) erklärt.

## TDM-Bus-Struktur
Verschiedene Kanäle, die mit verschiedenen Ausgangssignalen (Audio Spuren, Busse, Sends etc.) des Pro Tools Mixers belegt sind, werden von den Pro-Tools-Audiokarten verwaltet und anschließend auf den vorhandenen TDM Bus zusammengefasst. Dadurch können alle Signale gleichzeitig weitergeleitet werden, indem jedem einzelnen Audiosignal oder Datenstrom ein einzelner Time Slot (Zeitschlitz) auf dem Multiplex Bus zugeordnet wird. Ein einzelner Time Slot ist in der Lage den Datenstrom bidirektional an mehrere Ziele gleichzeitig zu verteilen.

## TDM I und TDM II

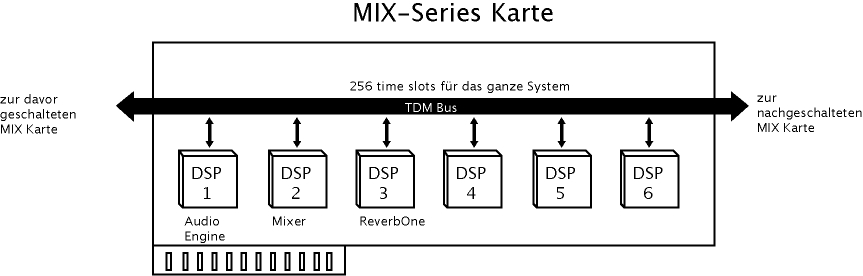
TDM I Bus Struktur

Es gibt zwei TDM-Versionen. Die TDM-I-Technologie wurde in Verbindung mit den Digidesign-24Mix-Systemen entwickelt. TDM II stellt die direkte Weiterentwicklung der TDM Technologie dar und findet bei den momentan aktuellen HD Systemen Verwendung.

### TDM I
TDM I ist mit nur einem Bus ausgestattet. Im TDM-I-System stehen 256 Time Slots global für das gesamte System zur Verfügung. Wenn nun einer der Time Slots benutzt wird, um ein Signal intern weiter zu leiten, ist er solange für das restliche System zur Ausspielung nicht verfügbar. Dadurch wird die Gesamtkapazität auf dem TDM Bus verringert.

### TDM II

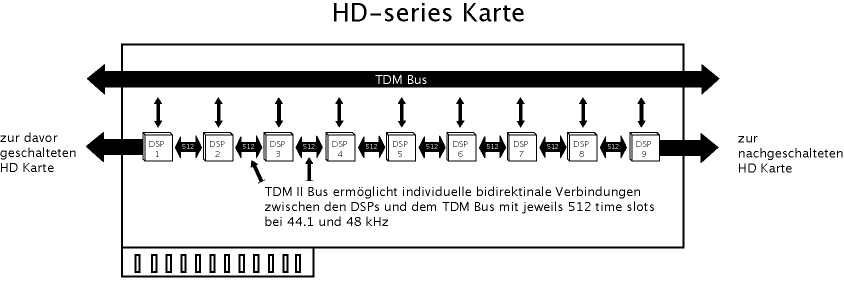
TDM II Bus Struktur

Beim TDM-II-System befindet sich zwischen den einzelnen DSP-Prozessoren, jeweils ein separater TDM Bus, der bis zu 512 bidirektionale Time Slots bei einer Samplingrate von maximal 48 kHz zur Verfügung stellen kann. Zusätzlich stehen weitere 512 Time Slots zwischen den DSP-Prozessoren und dem globalen TDM Bus zur Verfügung. Diese Struktur ermöglicht mehrere Pro-Tools-Mixer (Summierstufen), welche auf verschiedenen DSPs berechnet werden direkt miteinander zu verbinden. Die DSP-Prozessoren sind aufeinander folgend angeordnet. Bei einer TDM-II-Verbindung werden dadurch nur Time Slots zwischen den zwei zu verbindenden DSPs notwendig, wobei der Datendurchsatz auf dem globalen TDM Bus konstant bleibt. Somit stehen etwa 5000 Time Slots pro DSP-Karte insgesamt zur Verfügung. Bei einer Verdoppelung der Samplingfrequenz halbiert sich die Anzahl der maximal möglichen Time Slots.